# Милофаново
Милофаново — деревня в Никольском районе Вологодской области.
Входит в состав Зеленцовского сельского поселения (с 1 января 2006 года по 1 апреля 2013 года была центром Милофановского сельского поселения), с точки зрения административно-территориального деления — центр Милофановского сельсовета.
Расстояние до районного центра Никольска по автодороге — 65 км, до центра муниципального образования Зеленцово по прямой — 4 км. Ближайшие населённые пункты — Сенино, Перебор, Скочково.
По переписи 2002 года население — 131 человек (65 мужчин, 66 женщин). Всё население — русские.